# Bonyad-e Mostazafen va Janbazan
Le Bonyad-e Mostazafen va Janbazan (en persan : بنیاد مستضعفان انقلاب اسلامی) ou Fondation Mostazafan fait partie des bonyads iraniens (organisations caritatives qui contrôlent des pans entiers de l’économie du pays). C'est la seconde plus grande entreprise du pays après la National Iranian Oil Company et la plus grande holding du Moyen-Orient.
La fondation est créée en 1979 pour confisquer les propriétés des dignitaires du régime impérial,.
La Fondation est impliquée dans plusieurs secteurs de l'économie, incluant le transport de fret, la métallurgie, pétrochimie, matériels de construction, barrages, tours, agriculture, horticulture et le tourisme, le transport de passagers, hôtels et services commerciaux. Beaucoup d'avoirs de la fondation sont obtenus par la confiscation de ces avoirs à d'autres individus.
Il contrôle 40 % de la production de boisson gazeuse, incluant Zam Zam Cola qu'il possède et produit ; les journaux Ettelaat et Kayhan. Il contrôle 20 % de la production textile du pays et les deux tiers de la production de verre. Sa valeur totale est estimée entre 10 et 12 milliards de dollars US.
En 2019, le revenu fiscal déclaré par la fondation est de 318 millions de dollars américains. De plus, la fondation gagne 1,6 milliard de dollars par la vente de parties de son patrimoine.
Le président de la fondation est choisi par le Guide de la Révolution.
Les États-Unis instaurent des sanctions économiques contre la fondation en novembre 2020 en raison de la violente répression des manifestations de 2019. Parviz Fattah, le président du Bonyad est aussi la cible des sanctions. Les sanctions sont le gel des avoirs de la fondation et l'intediction pour tout citoyen américain d'avoir des relations commerciales avec la fondation,.